# Tibetische Siegel
Als tibetische Siegel bezeichnet man sowohl die Siegelstempel (diese könnte man auch mit dem aus dem Slawischen stammenden Begriff als „Petschaft“ bezeichnen) als auch die zugehörigen Siegelabdrucke. Siegelabdrucke dienten als Beglaubigungsmittel für tibetische Urkunden und als Äquivalent für die in der westlichen Welt gebräuchliche Unterschrift am Ende eines Briefes. Belegt ist auch der Gebrauch von Abdrucken auf Siegellack zum Verschluss von Briefen.
Die Entstehungsgeschichte des Siegelgebrauchs in Tibet ist noch nicht erforscht. Der frühe Gebrauch von Siegeln zur Zeit der Yarlung-Dynastie (7.–9. Jahrhundert n. Chr.) ist nachgewiesen.
Im Laufe ihrer Geschichte entwickelten die Tibeter ihre eigenen Siegelformen und gebrauchten verschiedene einheimische oder aus Indien stammende Zierschriften.

## Forschungsgeschichte

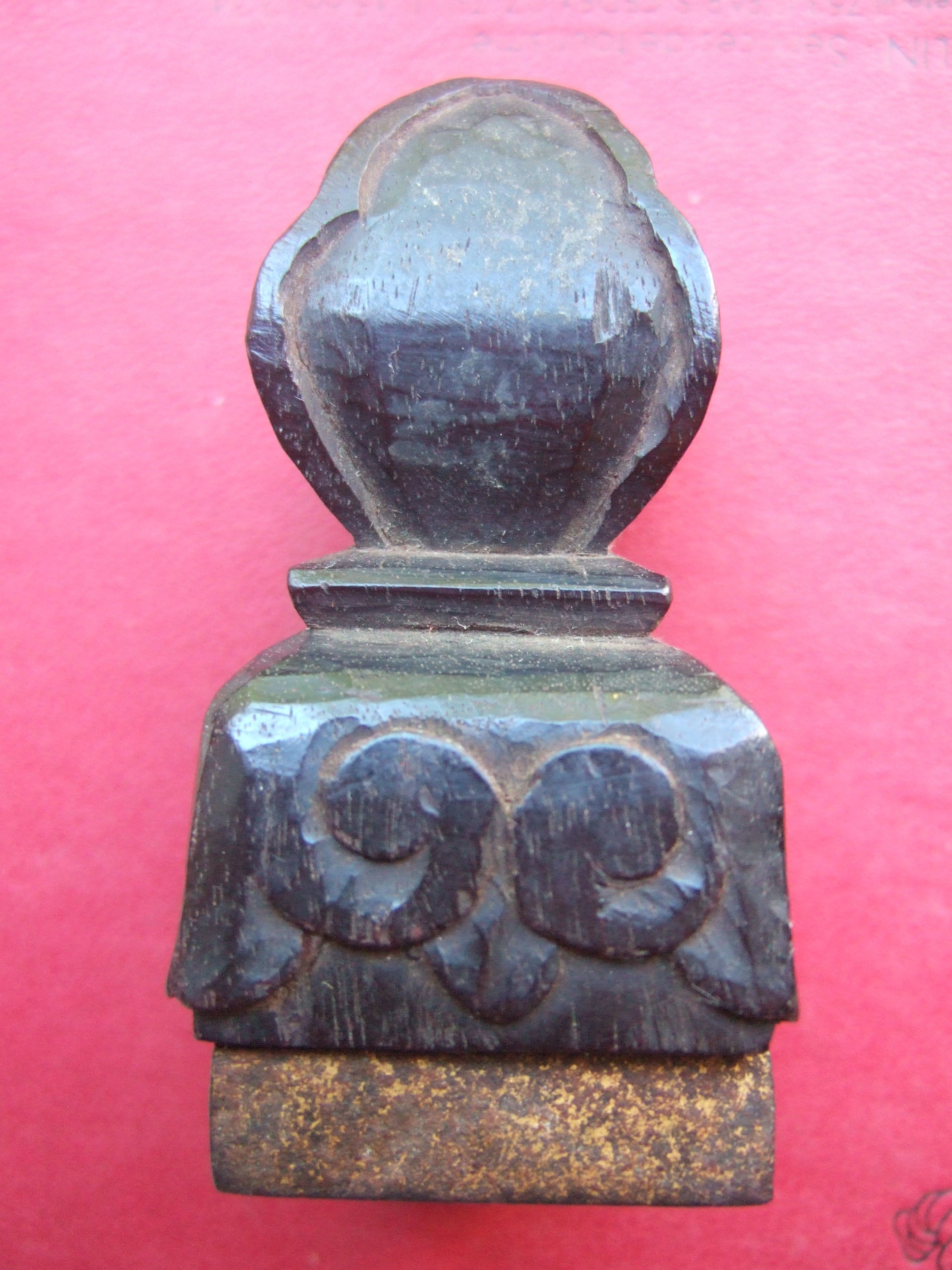
Teilvergoldetes Siegel mit Griff aus Holz

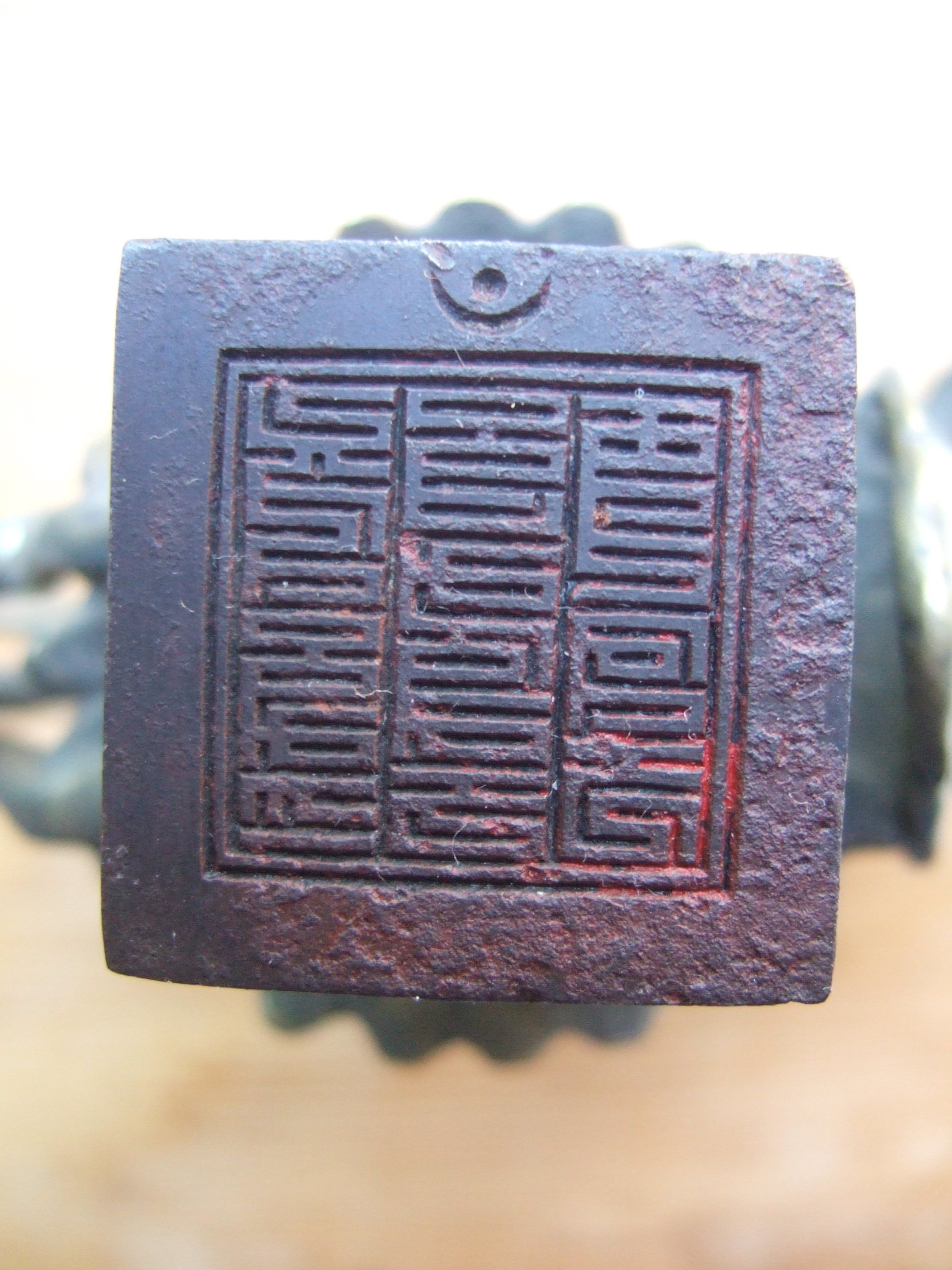
Siegel mit ’Phags-pa-Schrift. Sonne-und-Mond-Symbol am oberen Rand

Die ersten Tibetforscher, die sich mit dem Entziffern von offiziellen tibetischen Siegeln befassten, waren der deutsche Missionar und Tibetforscher A. H. Francke sowie die Engländer Walsh und Waddell. Als Grundlage ihrer Entzifferungsversuche dienten ihnen eine frühere Veröffentlichung von Sarat Chandra Das, die sich mit verschiedenen tibetischen Schriften befasste, unter anderem mit der Phagspa-Schrift, die häufig auf offiziellen Siegeln benutzt wird. Reverend G. Tharchin veröffentlichte 1956 ein Buch, in welchem offizielle tibetische Siegel besprochen werden. Die systematische Erforschung und vollständige Lesung der oft dreisprachigen (Tibetisch, Chinesisch und Mandschurisch) offiziellen Siegel gelang dem deutschen Tibetologen Dieter Schuh. Es folgten Arbeiten von tibetischen und chinesischen Forschern über offizielle Siegel. Dagegen sind die zahlreichen Privatsiegel und diejenigen, die in Klöstern und untergeordneten Regierungsämtern Verwendung fanden, bisher noch wenig erforscht und publiziert.

## Gebrauch Tibetischer Siegel

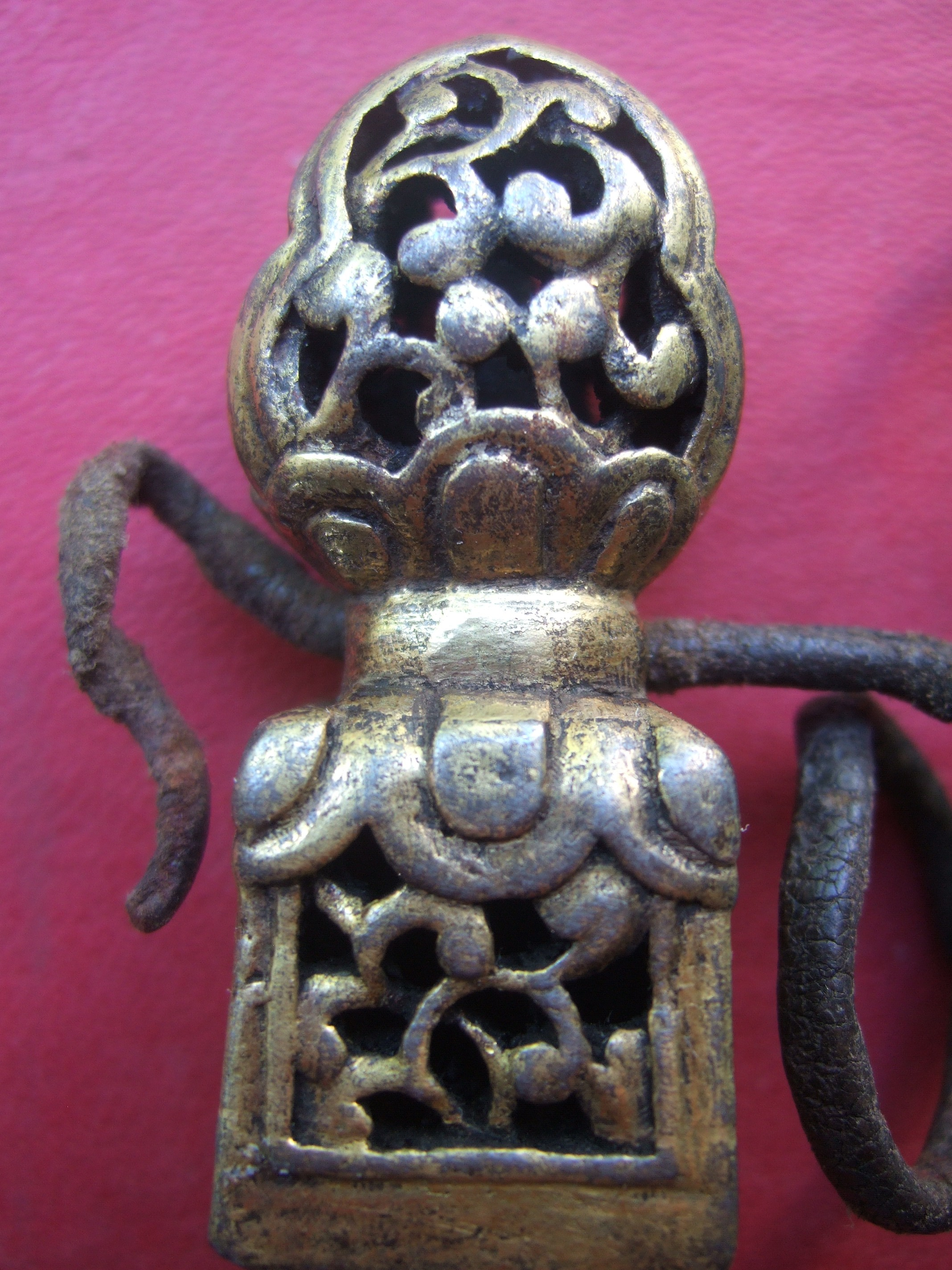
Vergoldetes Eisensiegel, sehr kunstvoll durchbrochen gearbeitet

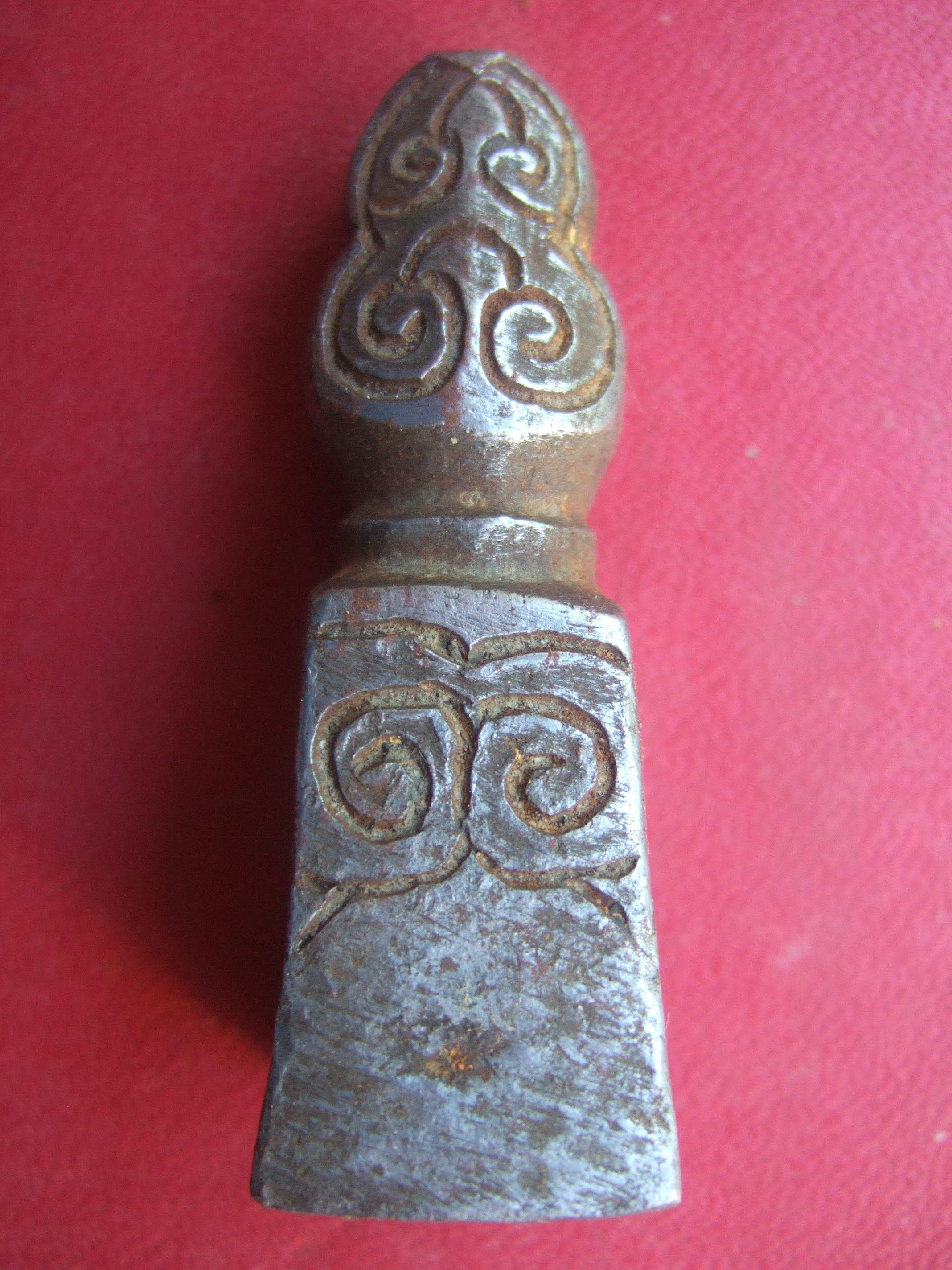
Eisensiegel mit graviertem Dekor

Die ältesten bekannten Siegelabdrucke befinden sich auf tibetischen Dokumenten, welche an verschiedenen Orten in Chinesisch-Turkestan (heute Xinjiang) entdeckt wurden, vor allem diejenigen, die aus einem buddhistischen Höhlentempel in Dunhuang stammen. Diese Dokumente gehen überwiegend auf die Zeit des späten 8. Jahrhunderts bis zur Mitte des 9. Jahrhunderts zurück, als weite Teile von Chinesisch-Turkestan von Tibet besetzt waren. Da der weitaus größte Teil der Bevölkerung Tibets schreibunkundig war, dienten Siegel anstelle einer Unterschrift.

## Offizielle Siegel

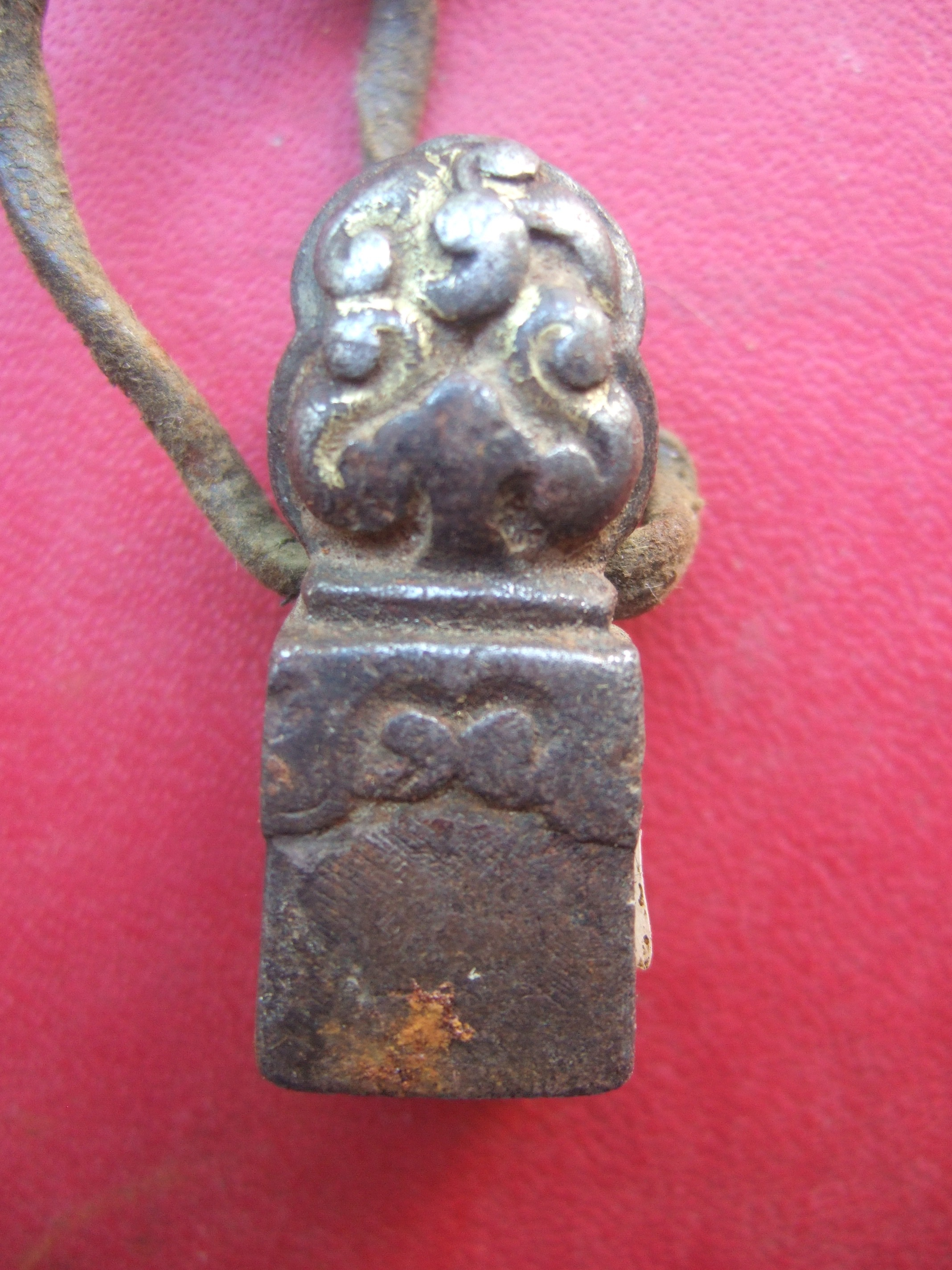
Ehemals vergoldetes Eisensiegel mit Wolken-Dekor

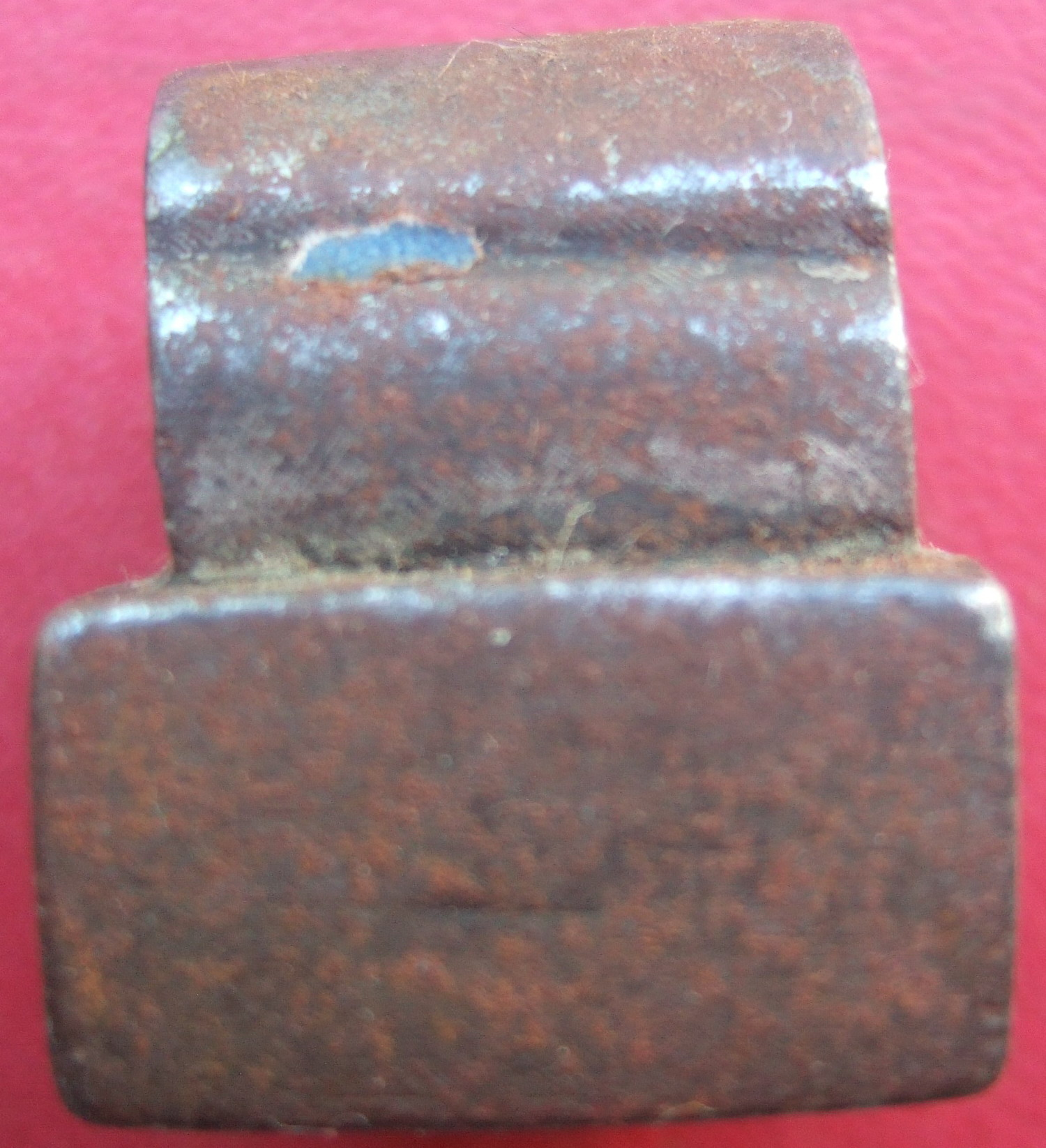
Quadratisches Eisensiegel, das als Ring benutzt werden konnte

Seit der Zeit der Yuan-Dynastie verliehen chinesische Kaiser zahlreichen tibetischen Potentaten Siegel, die meist aus edlen Materialien wie Gold, Silber, Jade oder Elfenbein gefertigt waren. Beeindruckend durch ihre Größe und kunstvolle Gestaltung der Inschriften sind vor allem die Siegel, die Panchen Lamas, Dalai Lamas und Regenten verliehen wurden.

## Kloster- und Privatsiegel

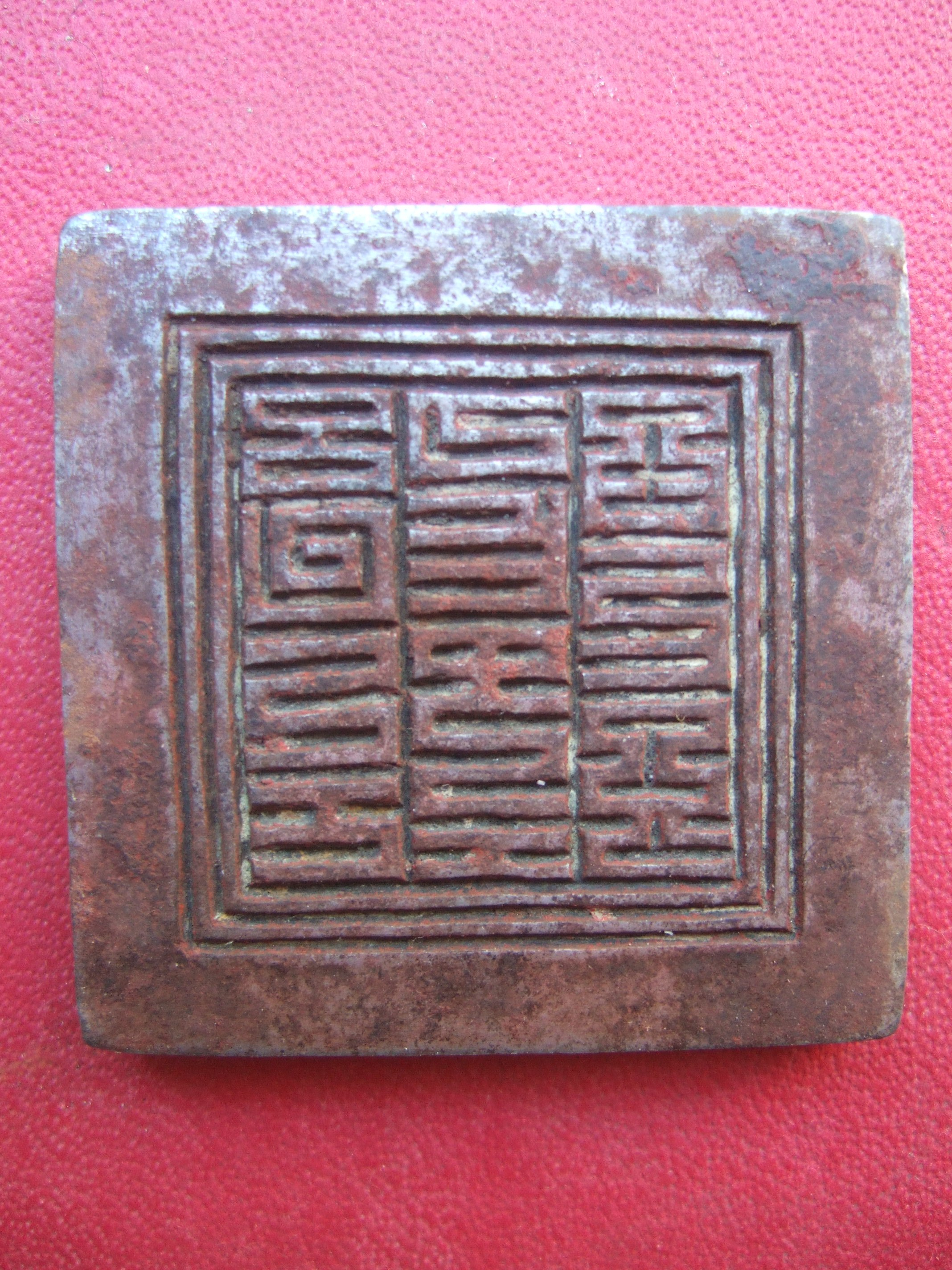
Eisensiegel mit ’Phags-pa Inschrift

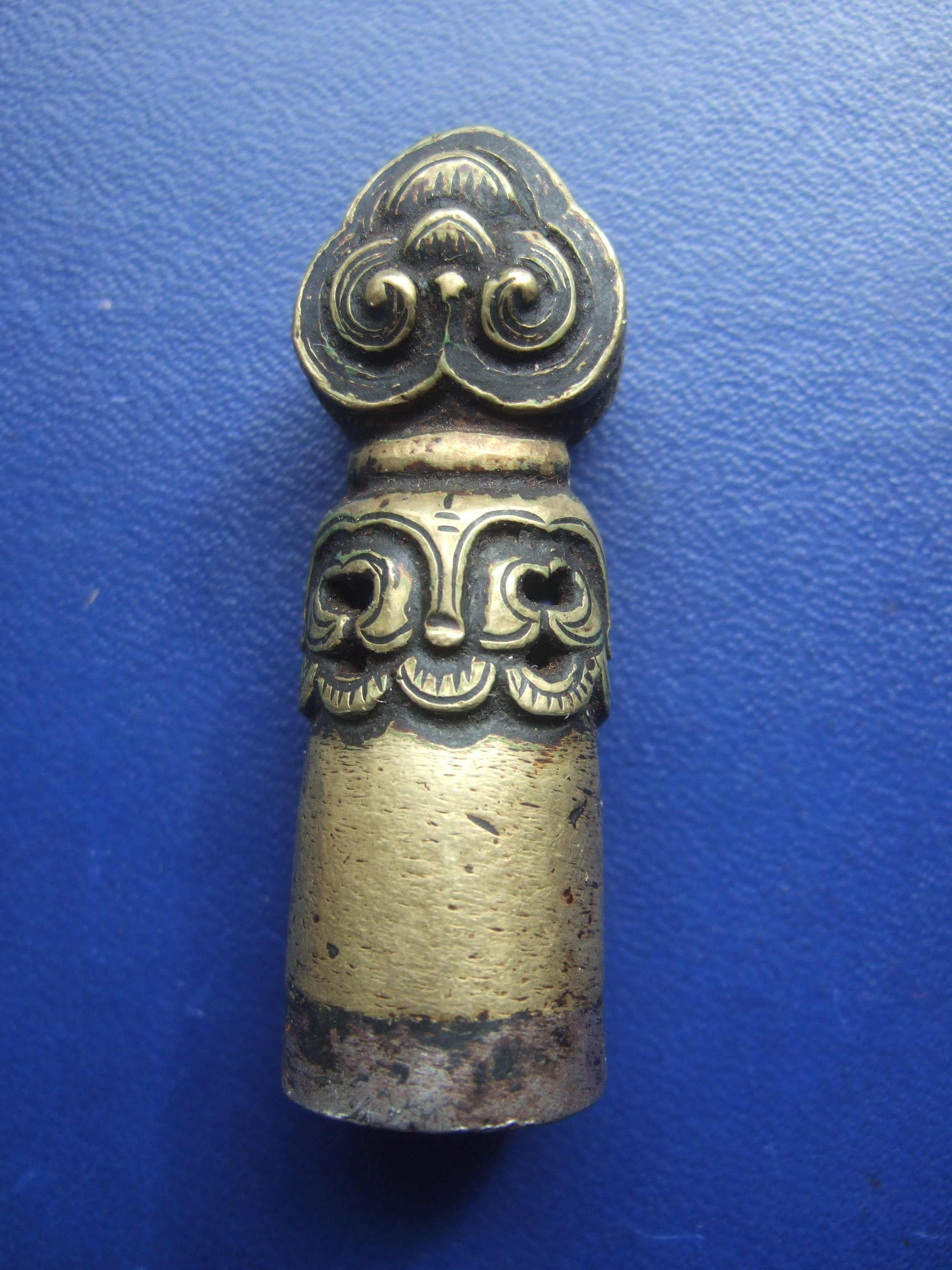
Privates Siegel mit Bronzegriff; der obere Teil mit Pilz-Dekor. Vorbild ist der Pilz Ganoderma lucidum

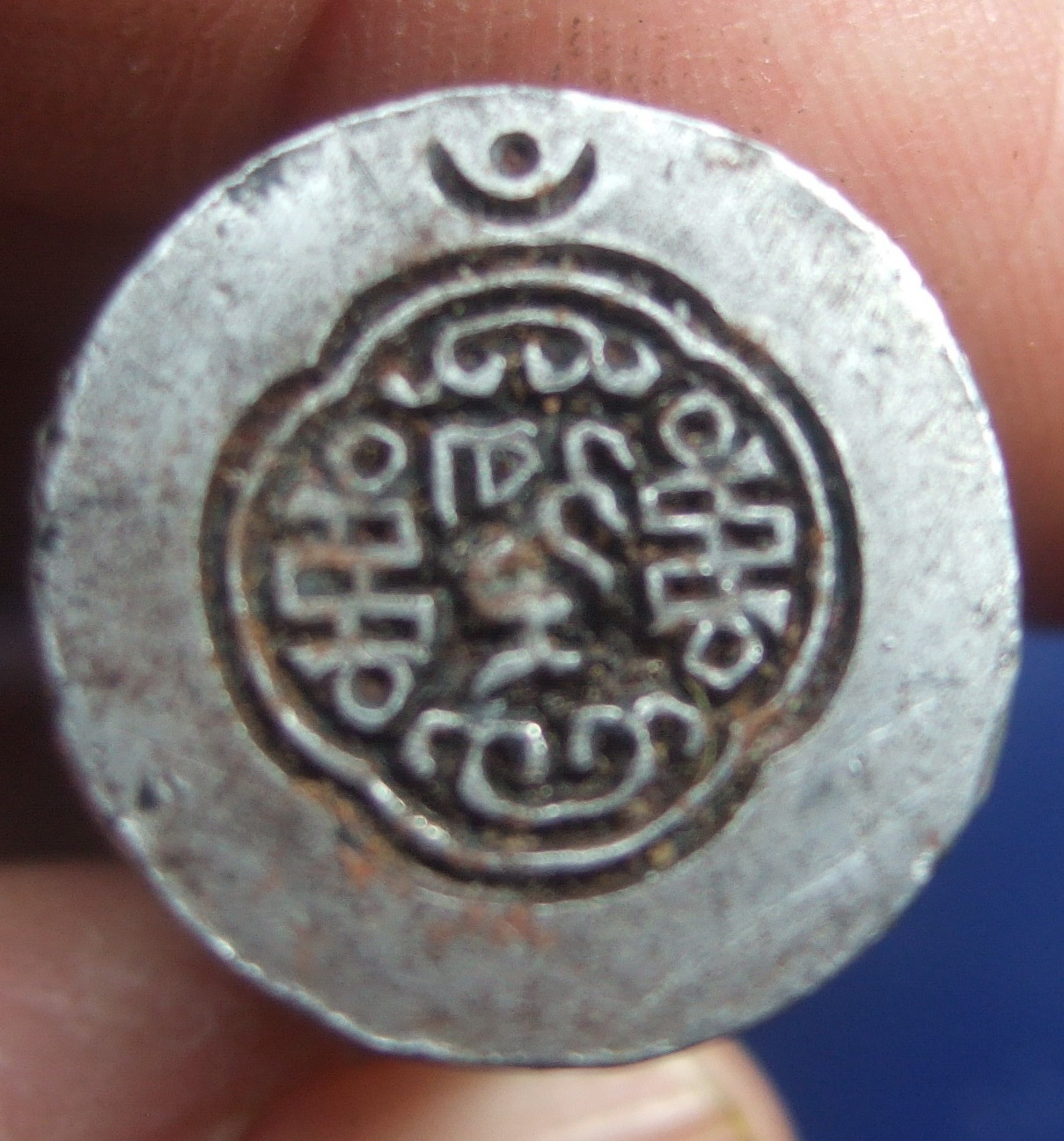
Privatsiegel mit Aufschrift in dbu can, Sonne- und Mondsymbol auf dem oberen Rand

Daneben kamen Kloster- und Privatsiegel in Gebrauch, um Dokumente wie Kauf- oder Schenkungsverträge zu siegeln. Privatsiegel sind gewöhnlich aus Eisen gefertigt, oder aus getriebenem Silberblech, das einen Zylinder bildet, in welchen eine runde Eisenplatte mit der Siegelaufschrift eingelassen ist. Klostersiegel sind meist aufwendiger gestaltet. Sie können einen fein geschnitzten Holz- oder Elfenbeingriff besitzen, in welche eine quadratische Eisenplatte eingefügt wird, oder sie können ganz aus Metall gearbeitet sein, wobei der Griff oft in komplizierter Schmiedearbeit mit durchbrochenen Ornamenten hergestellt ist. Die Verwendung von Eisen als Material für die Siegelherstellung ist eine Eigenheit Tibets, die sich nur wegen des trockenen Hochlandklimas, das kaum Korrosion hervorruft, entwickeln konnte.

## Siegelaufschriften

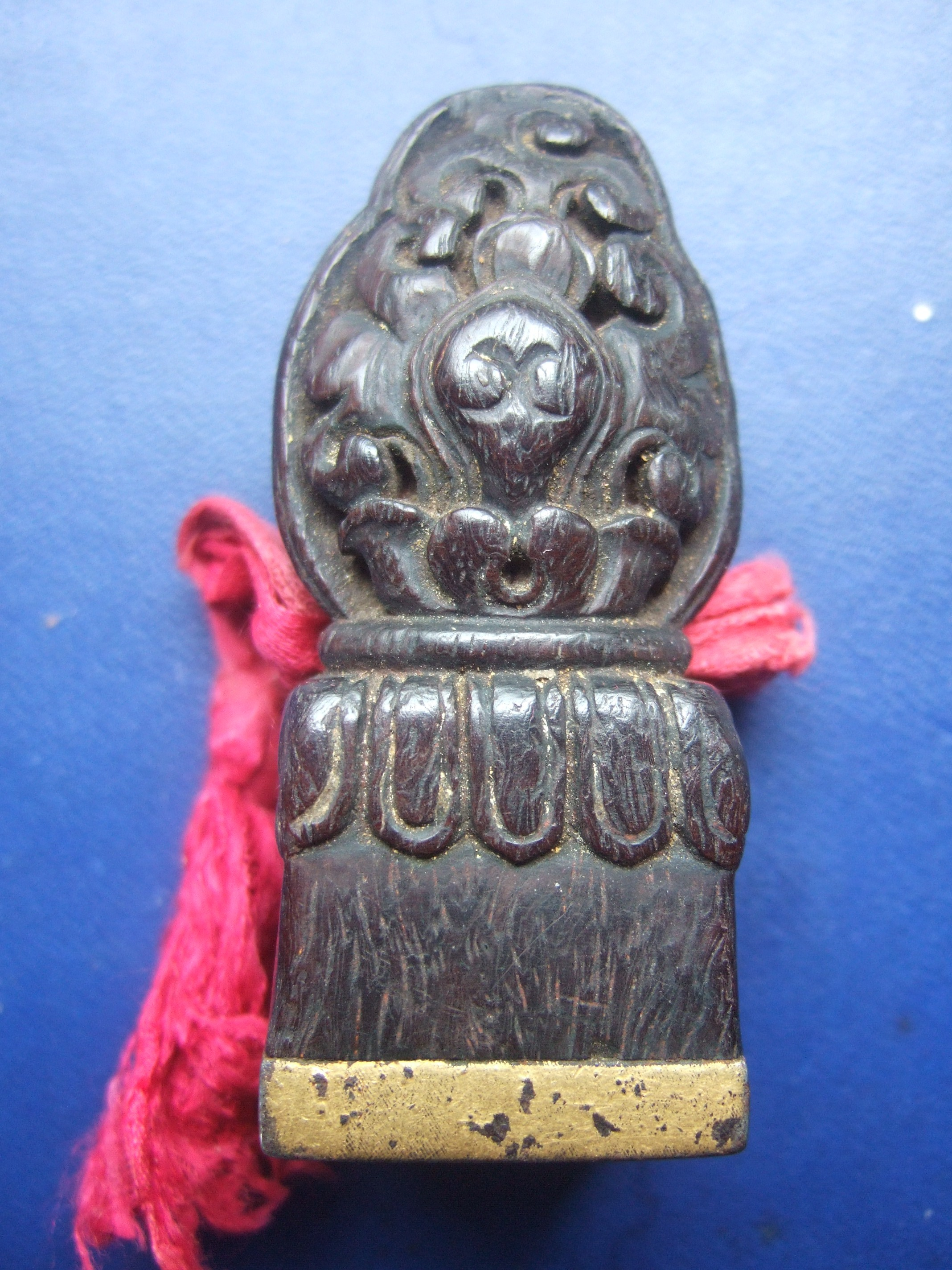
Teilvergoldetes Siegel mit fein geschnitztem Holzgriff

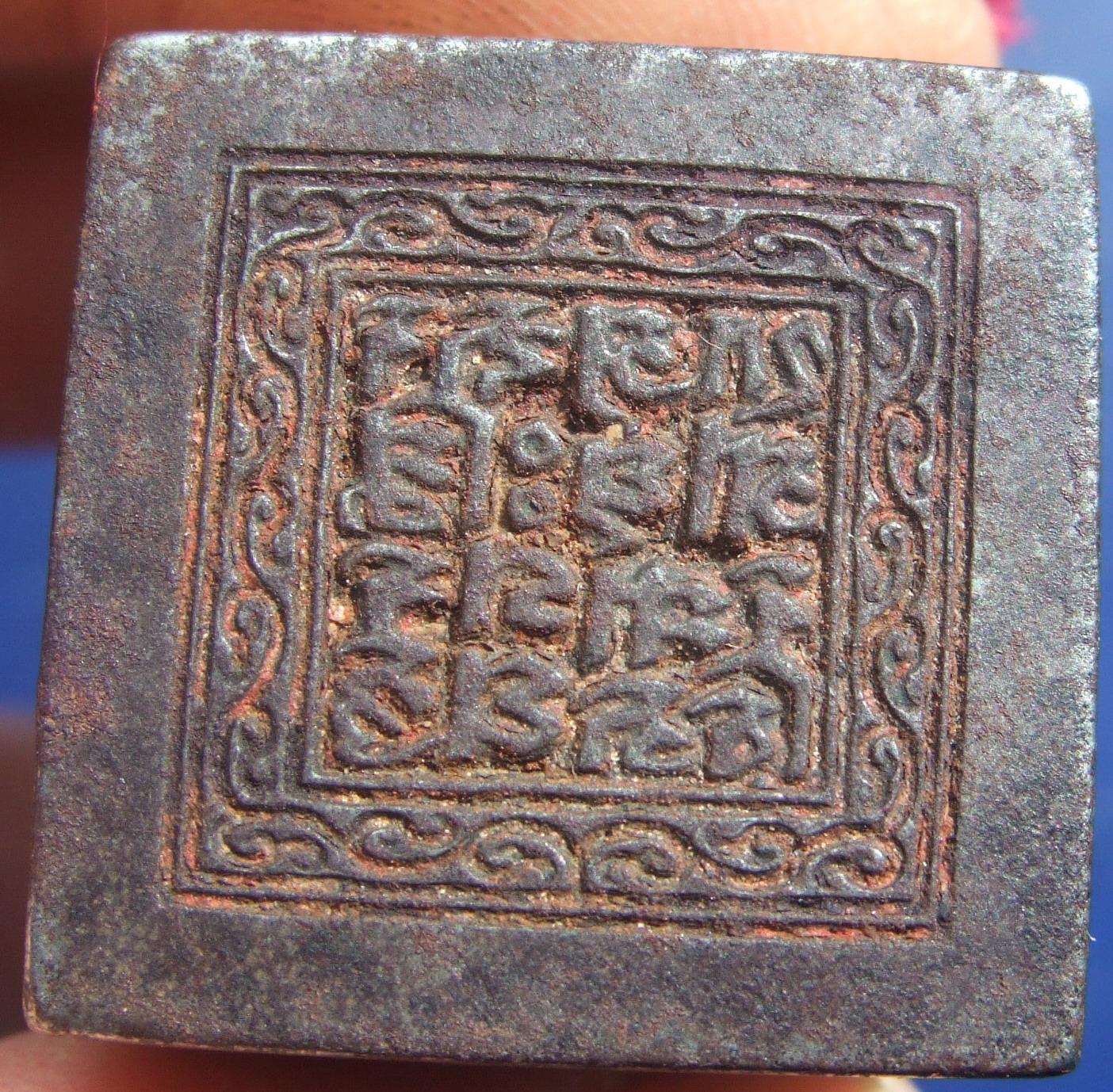
Eisensiegel mit Aufschrift in Lantsa, in ornamentalen Rahmen gesetzt

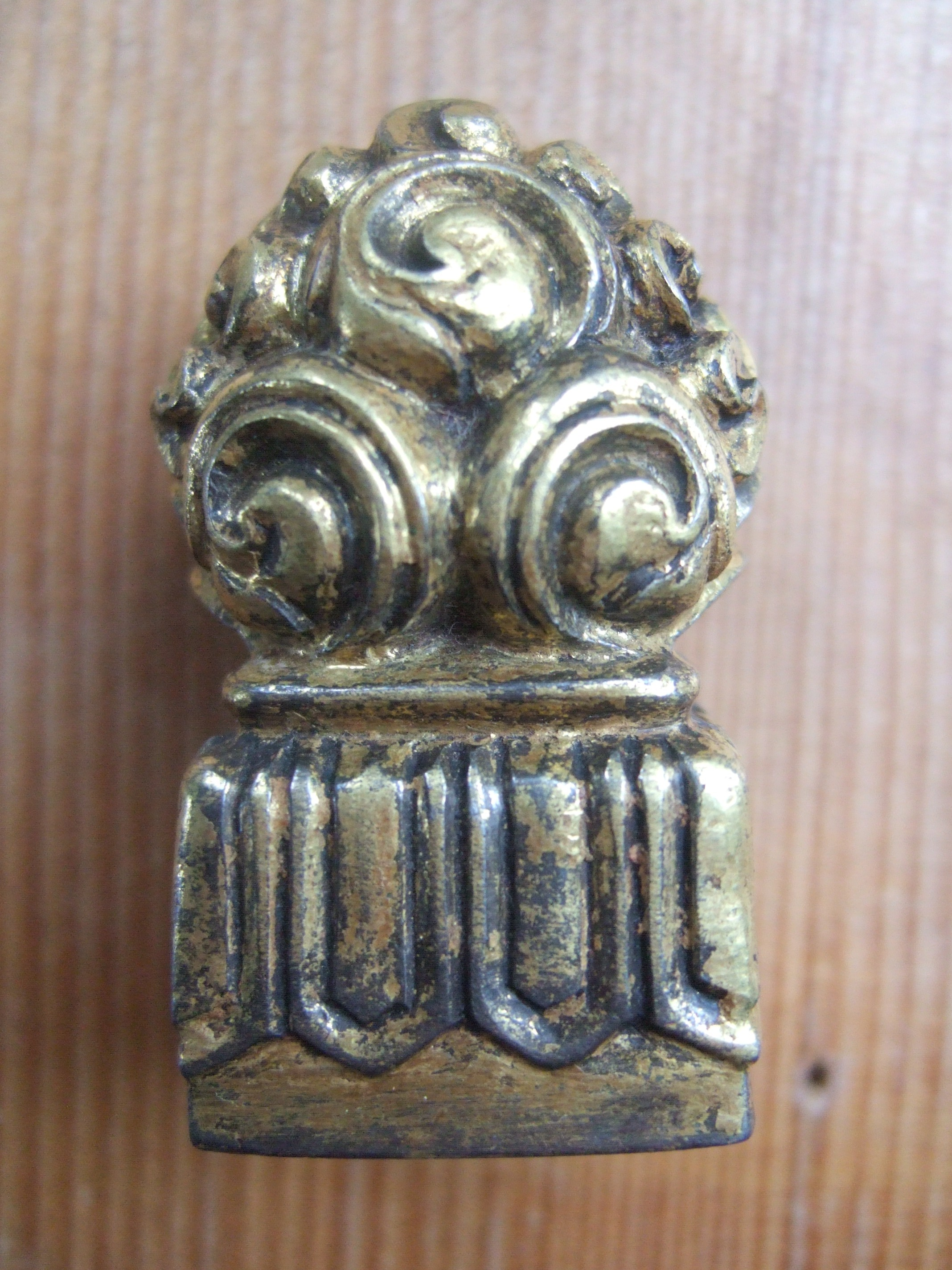
Vergoldetes Eisensiegel mit Lotusblüten-Dekor im unteren Teil

Die von China verliehenen offiziellen Siegel sind oft dreisprachig: tibetische Schrift, chinesische Schrift und mandschurische Schrift. Privat- und Klostersiegel verwenden im Allgemeinen nur Tibetisch, das jedoch in verschiedenen Schriftarten erscheint. Auf Klostersiegeln, die meist quadratisch sind, findet man vor allem die von Phagspa im 13. Jahrhundert entwickelte Quadratschrift, die nach dem Erfinder auch Phagspa-Schrift genannt wird. Daneben kommen ornamentale Schriften wie Lantsa (Ranjana) vor. Auf den meist runden, gelegentlich auch quadratischen Privatsiegen findet man meistens die tibetische dbu-can-Schrift, die oft in Abkürzung den Namen des Siegelbesitzers wiedergibt. Manche Privatsiegel besitzen keine Inschrift und zeigen stattdessen nur ein Glück bringendes Symbol, das oft eines der acht buddhistischen Symbole (Ashtamangala) ist. Runde Privatsiegel zeigen meist ein Sonnen- und Mondsymbol oder drei Punkte am Rand. Letztere stellen wohl das buddhistische Symbol Triratna dar, das Buddha, Sangha (die Mönchsgemeinschaft) und Dharma (die Lehre) bezeichnet. Diese Symbole zeigen dem schriftunkundigen Besitzer an, welches der obere Bereich des Siegels ist und verhüten damit, dass der Siegelaufdruck kopfstehend erscheint.
Die Siegel wurden mit roter (nur bei den Siegeln der höchsten Würdenträger wie Dalai Lamas und Panchen Lamas) oder schwarzer Farbe auf das Dokument aufgedruckt. Siegelwachs oder Siegellack wurde nur gelegentlich zum Verschließen von Dokumenten zum Versand benutzt, nicht jedoch, um dem Dokument Autorität zu verleihen. Der häufige Gebrauch dieser Substanzen nach westlicher Art kam erst nach 1900 in Mode, nach der Einrichtung des tibetischen Postsystems, als Briefe mit Siegellack verschlossen und der Lack mit einem privaten Siegelaufdruck versehen wurde. Siegelabdrucke in Ton, wie sie bei Tibets südlichen Nachbarn Indien und Nepal vorkommen, sind aus Tibet nicht bekannt.

## Bibliographie
JRAS = Journal of the Royal Asiatic Society of Great Britain and Ireland, London
- Wolfgang Bertsch: A Tibetan Official Seal of Pho-lha-nas. In: The Tibet Journal. vol. 29, no. 1, Dharamsala, Spring 2004, S. 3–8.
- Wolfgang Bertsch: Tibetan Seals. A Rejoinder to Armand Singer’s review of Some Tibetan Seals Illustrated and Described by Derrick Dawson. In: Postal Himal. no. 107, 3rd quarter 2001, S. 3–8.
- Chab-spel tshe-brtan phun-tshogs & Ma-grong mi-’gyur rdo-rje; Bod kyi gal che’i lo rgyus yig cha bdams bsgrigs. (A Collection of Important Tibetan Historical Materials). Bod ljongs bod yig dpe rnying dpe skrun khang, Lhasa 1991.
- Sarat Chandra Das: The sacred and ornamental characters of Tibet. In: Journal of the Asiatic Society of Bengal. vol. 57 (1888), S. 41–48 and 9 plates. (Dies ist wohl die erste wissenschaftliche Veröffentlichung der ’Phags-pa-Schrift, die im Tibetischen hor yig. („mongolische Schrift“) heißt. (Siehe Das’ Schrift-Tafeln V und VII). Die Veröffentlichung von Das diente A. H. Francke als Grundlage zum Entziffern der Inschrift eines Dalai-Lama -Siegelabdrucks)
- Derrick Dawson: Some Tibetan Seals Illustrated and Described. Geoffrey Flack, [Vancouver] 1997.
- August Hermann Francke: Note on the Dalai Lama’s Seal and the Tibeto-Mongolian Characters. In: JRAS. London, Oktober 1910, S. 1205–1214.
- August Hermann Francke: Ein Siegel in tibeto-mongolischer Schrift von Bhutan. In: Zeitschrift der Deutschen Morgenländischen Gesellschaft. vol. 64, Leipzig 1910, S. 553–554.
- August Hermann Francke: The Dalai Lama’s Seal. In: JRAS. London 1911, S. 528-
- Lin Tung-Kuang: Antique Tibetan Thog-chags and Seals. Liao, Yue-Tao, Taipei 2003
- Ou Chaogui, Qi Mei: Xizang lidai zangyin (Tibetan Seals of Various Dynasties). Xizang renmin chubanshe (Tibet People’s Publishing House), Lhasa 1991.
- John Rockwell: The Labyrinth of Tibetan Seals. In: Vajra Dhatu Sun. vol. 6, no. 5, Juni/Juli 1985, S. 15.
- Hanna Schneider: Tibetan Legal Documents of South-Western Tibet. Structure and Style. In: Henk Blezer (Hrsg.): Tibet, Past and Present. (= Tibetan Studies. I; PIATS [Publications of the International Association for Tibetan Studies], 2000. Proceedings of the ninth Seminar of the International Association for Tibetan Studies, Brill’s Tibetan Studies Library vol. 2/1). Brill, Leiden/ Boston/ Köln 2002, S. 415–427.
- Dieter Schuh: Grundlagen tibetischer Siegelkunde. In: Monumenta Tibetica Historica: Abt. III, Diplomata et Epistolae. vol. 5, St. Augustin 1981.
- G. Tharchin (Hrsg.): Letter-Writers (Yik bskur rnam gshag by H. E. Kalon Shadra, Kadrung Nornang) and Various other collections of modern letter-writers. Short History of ancient kings, H .H. The Dalai Lamas & their Regents. The Thirteen Code laws by king Srongtsen Gampo, list of seals and their sizes as used by the Dalai Lamas & Regents. Tibet Mirror Press, Kalimpong 1956.
- L. Austine  Waddell: Seal of the Dalai Lama. In: JRAS. 1911, S. 204–206.
- L. Austine Waddell: The Dalai Lama’s Seal. In: JRAS. 1911, S. 822–825.
- L. Austine Waddell: Seal of the Dalai Lama. In: JRAS. 1911, S. 206–207.
- E. H. Walsh: Examples of Tibetan Seals. In: JRAS. Januar 1915, S. 1–15.
- E. H. Walsh: Examples of Tibetan Seals: Supplementary Note. In: JRAS. July 1915, S. 455–459.